# Coupe féminine de l'UEFA 2001-2002
Navigation
Édition suivante
La Coupe féminine de l'UEFA 2001-2002 est la première édition de la plus importante compétition inter-clubs européenne de football féminin. 
Elle se déroule lors de la saison 2001-2002 et oppose les vainqueurs des différents championnats européens de la saison précédente.
La finale a lieu le jeudi 23 mai 2002 au Waldstadion de Francfort-sur-le-Main en Allemagne, et voit la victoire du FFC Francfort face à l'Umeå IK sur le score de deux buts à zéro.

## Participants
Le schéma de qualification pour la Coupe féminine de l'UEFA 2001-2002 est le suivant :
- les 31 meilleures associations selon l'UEFA ont leurs clubs champion qualifié directement pour la phase de groupes,
- les deux autres associations présentant un club pour cette compétition passent par un tour de qualification pour rejoindre les 31 autres équipes.

Contrairement à la Ligue des champions masculine, les fédérations européennes ne présentent pas toutes une équipe, donc le nombre exact d'équipes n'est pas fixé jusqu'à ce que la liste d'accès soit complètement connue.
| Phase de groupes | Phase de groupes | Phase de groupes | Phase de groupes | Phase de groupes | Phase de groupes | Phase de groupes | Phase de groupes | Phase de groupes | Phase de groupes | Phase de groupes | Phase de groupes | Phase de groupes | Phase de groupes | Phase de groupes | Phase de groupes |
| --- | --- | --- | --- | --- | --- | --- | --- | --- | --- | --- | --- | --- | --- | --- | --- |
| - FFC Francfort Champion d'Allemagne 2000-2001 - Umeå IK Champion de Suède 2000 - Toulouse FC Champion de France 2000-2001 - Helsinki JK Champion de Finlande 2000 - SK Trondheims-Ørn Champion de Norvège 2000 - Arsenal LFC Champion d'Angleterre 2000-2001 - Odense BK Champion du Danemark 2000-2001 - Riazan TNK Champion de Russie 2000 - FC Bobruitchanka Champion de Biélorussie 2000 - Levante UD Champion d'Espagne 2000-2001 - Torres CF Champion d'Italie 2000-2001 - Ter Leede Champion des Pays-Bas 2000-2001 - AC Sparta Prague Champion de République tchèque 2000-2001 - ŽFK Mašinac PZP Niš Champion de Yougoslavie 2000-2001 - BSC Young Boys Champion de Suisse 2000-2001 - Ayr UFC Champion d'Écosse 2000 | - FFC Francfort Champion d'Allemagne 2000-2001 - Umeå IK Champion de Suède 2000 - Toulouse FC Champion de France 2000-2001 - Helsinki JK Champion de Finlande 2000 - SK Trondheims-Ørn Champion de Norvège 2000 - Arsenal LFC Champion d'Angleterre 2000-2001 - Odense BK Champion du Danemark 2000-2001 - Riazan TNK Champion de Russie 2000 - FC Bobruitchanka Champion de Biélorussie 2000 - Levante UD Champion d'Espagne 2000-2001 - Torres CF Champion d'Italie 2000-2001 - Ter Leede Champion des Pays-Bas 2000-2001 - AC Sparta Prague Champion de République tchèque 2000-2001 - ŽFK Mašinac PZP Niš Champion de Yougoslavie 2000-2001 - BSC Young Boys Champion de Suisse 2000-2001 - Ayr UFC Champion d'Écosse 2000 | - FFC Francfort Champion d'Allemagne 2000-2001 - Umeå IK Champion de Suède 2000 - Toulouse FC Champion de France 2000-2001 - Helsinki JK Champion de Finlande 2000 - SK Trondheims-Ørn Champion de Norvège 2000 - Arsenal LFC Champion d'Angleterre 2000-2001 - Odense BK Champion du Danemark 2000-2001 - Riazan TNK Champion de Russie 2000 - FC Bobruitchanka Champion de Biélorussie 2000 - Levante UD Champion d'Espagne 2000-2001 - Torres CF Champion d'Italie 2000-2001 - Ter Leede Champion des Pays-Bas 2000-2001 - AC Sparta Prague Champion de République tchèque 2000-2001 - ŽFK Mašinac PZP Niš Champion de Yougoslavie 2000-2001 - BSC Young Boys Champion de Suisse 2000-2001 - Ayr UFC Champion d'Écosse 2000 | - FFC Francfort Champion d'Allemagne 2000-2001 - Umeå IK Champion de Suède 2000 - Toulouse FC Champion de France 2000-2001 - Helsinki JK Champion de Finlande 2000 - SK Trondheims-Ørn Champion de Norvège 2000 - Arsenal LFC Champion d'Angleterre 2000-2001 - Odense BK Champion du Danemark 2000-2001 - Riazan TNK Champion de Russie 2000 - FC Bobruitchanka Champion de Biélorussie 2000 - Levante UD Champion d'Espagne 2000-2001 - Torres CF Champion d'Italie 2000-2001 - Ter Leede Champion des Pays-Bas 2000-2001 - AC Sparta Prague Champion de République tchèque 2000-2001 - ŽFK Mašinac PZP Niš Champion de Yougoslavie 2000-2001 - BSC Young Boys Champion de Suisse 2000-2001 - Ayr UFC Champion d'Écosse 2000 | - FFC Francfort Champion d'Allemagne 2000-2001 - Umeå IK Champion de Suède 2000 - Toulouse FC Champion de France 2000-2001 - Helsinki JK Champion de Finlande 2000 - SK Trondheims-Ørn Champion de Norvège 2000 - Arsenal LFC Champion d'Angleterre 2000-2001 - Odense BK Champion du Danemark 2000-2001 - Riazan TNK Champion de Russie 2000 - FC Bobruitchanka Champion de Biélorussie 2000 - Levante UD Champion d'Espagne 2000-2001 - Torres CF Champion d'Italie 2000-2001 - Ter Leede Champion des Pays-Bas 2000-2001 - AC Sparta Prague Champion de République tchèque 2000-2001 - ŽFK Mašinac PZP Niš Champion de Yougoslavie 2000-2001 - BSC Young Boys Champion de Suisse 2000-2001 - Ayr UFC Champion d'Écosse 2000 | - FFC Francfort Champion d'Allemagne 2000-2001 - Umeå IK Champion de Suède 2000 - Toulouse FC Champion de France 2000-2001 - Helsinki JK Champion de Finlande 2000 - SK Trondheims-Ørn Champion de Norvège 2000 - Arsenal LFC Champion d'Angleterre 2000-2001 - Odense BK Champion du Danemark 2000-2001 - Riazan TNK Champion de Russie 2000 - FC Bobruitchanka Champion de Biélorussie 2000 - Levante UD Champion d'Espagne 2000-2001 - Torres CF Champion d'Italie 2000-2001 - Ter Leede Champion des Pays-Bas 2000-2001 - AC Sparta Prague Champion de République tchèque 2000-2001 - ŽFK Mašinac PZP Niš Champion de Yougoslavie 2000-2001 - BSC Young Boys Champion de Suisse 2000-2001 - Ayr UFC Champion d'Écosse 2000 | - FFC Francfort Champion d'Allemagne 2000-2001 - Umeå IK Champion de Suède 2000 - Toulouse FC Champion de France 2000-2001 - Helsinki JK Champion de Finlande 2000 - SK Trondheims-Ørn Champion de Norvège 2000 - Arsenal LFC Champion d'Angleterre 2000-2001 - Odense BK Champion du Danemark 2000-2001 - Riazan TNK Champion de Russie 2000 - FC Bobruitchanka Champion de Biélorussie 2000 - Levante UD Champion d'Espagne 2000-2001 - Torres CF Champion d'Italie 2000-2001 - Ter Leede Champion des Pays-Bas 2000-2001 - AC Sparta Prague Champion de République tchèque 2000-2001 - ŽFK Mašinac PZP Niš Champion de Yougoslavie 2000-2001 - BSC Young Boys Champion de Suisse 2000-2001 - Ayr UFC Champion d'Écosse 2000 | - FFC Francfort Champion d'Allemagne 2000-2001 - Umeå IK Champion de Suède 2000 - Toulouse FC Champion de France 2000-2001 - Helsinki JK Champion de Finlande 2000 - SK Trondheims-Ørn Champion de Norvège 2000 - Arsenal LFC Champion d'Angleterre 2000-2001 - Odense BK Champion du Danemark 2000-2001 - Riazan TNK Champion de Russie 2000 - FC Bobruitchanka Champion de Biélorussie 2000 - Levante UD Champion d'Espagne 2000-2001 - Torres CF Champion d'Italie 2000-2001 - Ter Leede Champion des Pays-Bas 2000-2001 - AC Sparta Prague Champion de République tchèque 2000-2001 - ŽFK Mašinac PZP Niš Champion de Yougoslavie 2000-2001 - BSC Young Boys Champion de Suisse 2000-2001 - Ayr UFC Champion d'Écosse 2000 | - FC Legenda Tchernihiv Champion d'Ukraine 2000 - KSC Eendracht Alost Champion de Belgique 2000-2001 - AO Kavala Champion de Grèce 2000-2001 - FC Femina Champion de Hongrie 2000-2001 - KÍ Klaksvík Champion des Îles Féroé 2000 - AZS Wrocław Champion de Pologne 2000-2001 - Gatões FC Champion du Portugal 2000-2001 - CSC Erevan Champion d'Arménie 2000-2001 - ŽNK Osijek Champion de Croatie 2000-2001 - USC Landhaus Vienne Champion d'Autriche 2000-2001 - LFC Grand Hotel Varna Champion de Bulgarie 2000-2001 - KR Reykjavik Vice-champion d'Islande 2000 - Hapoël Tel-Aviv Champion d'Israël 2000-2001 - FC Progrès Niedercorn Champion du Luxembourg 2000-2001 - SKF Žilina Champion de Slovaquie 2000-2001 | - FC Legenda Tchernihiv Champion d'Ukraine 2000 - KSC Eendracht Alost Champion de Belgique 2000-2001 - AO Kavala Champion de Grèce 2000-2001 - FC Femina Champion de Hongrie 2000-2001 - KÍ Klaksvík Champion des Îles Féroé 2000 - AZS Wrocław Champion de Pologne 2000-2001 - Gatões FC Champion du Portugal 2000-2001 - CSC Erevan Champion d'Arménie 2000-2001 - ŽNK Osijek Champion de Croatie 2000-2001 - USC Landhaus Vienne Champion d'Autriche 2000-2001 - LFC Grand Hotel Varna Champion de Bulgarie 2000-2001 - KR Reykjavik Vice-champion d'Islande 2000 - Hapoël Tel-Aviv Champion d'Israël 2000-2001 - FC Progrès Niedercorn Champion du Luxembourg 2000-2001 - SKF Žilina Champion de Slovaquie 2000-2001 | - FC Legenda Tchernihiv Champion d'Ukraine 2000 - KSC Eendracht Alost Champion de Belgique 2000-2001 - AO Kavala Champion de Grèce 2000-2001 - FC Femina Champion de Hongrie 2000-2001 - KÍ Klaksvík Champion des Îles Féroé 2000 - AZS Wrocław Champion de Pologne 2000-2001 - Gatões FC Champion du Portugal 2000-2001 - CSC Erevan Champion d'Arménie 2000-2001 - ŽNK Osijek Champion de Croatie 2000-2001 - USC Landhaus Vienne Champion d'Autriche 2000-2001 - LFC Grand Hotel Varna Champion de Bulgarie 2000-2001 - KR Reykjavik Vice-champion d'Islande 2000 - Hapoël Tel-Aviv Champion d'Israël 2000-2001 - FC Progrès Niedercorn Champion du Luxembourg 2000-2001 - SKF Žilina Champion de Slovaquie 2000-2001 | - FC Legenda Tchernihiv Champion d'Ukraine 2000 - KSC Eendracht Alost Champion de Belgique 2000-2001 - AO Kavala Champion de Grèce 2000-2001 - FC Femina Champion de Hongrie 2000-2001 - KÍ Klaksvík Champion des Îles Féroé 2000 - AZS Wrocław Champion de Pologne 2000-2001 - Gatões FC Champion du Portugal 2000-2001 - CSC Erevan Champion d'Arménie 2000-2001 - ŽNK Osijek Champion de Croatie 2000-2001 - USC Landhaus Vienne Champion d'Autriche 2000-2001 - LFC Grand Hotel Varna Champion de Bulgarie 2000-2001 - KR Reykjavik Vice-champion d'Islande 2000 - Hapoël Tel-Aviv Champion d'Israël 2000-2001 - FC Progrès Niedercorn Champion du Luxembourg 2000-2001 - SKF Žilina Champion de Slovaquie 2000-2001 | - FC Legenda Tchernihiv Champion d'Ukraine 2000 - KSC Eendracht Alost Champion de Belgique 2000-2001 - AO Kavala Champion de Grèce 2000-2001 - FC Femina Champion de Hongrie 2000-2001 - KÍ Klaksvík Champion des Îles Féroé 2000 - AZS Wrocław Champion de Pologne 2000-2001 - Gatões FC Champion du Portugal 2000-2001 - CSC Erevan Champion d'Arménie 2000-2001 - ŽNK Osijek Champion de Croatie 2000-2001 - USC Landhaus Vienne Champion d'Autriche 2000-2001 - LFC Grand Hotel Varna Champion de Bulgarie 2000-2001 - KR Reykjavik Vice-champion d'Islande 2000 - Hapoël Tel-Aviv Champion d'Israël 2000-2001 - FC Progrès Niedercorn Champion du Luxembourg 2000-2001 - SKF Žilina Champion de Slovaquie 2000-2001 | - FC Legenda Tchernihiv Champion d'Ukraine 2000 - KSC Eendracht Alost Champion de Belgique 2000-2001 - AO Kavala Champion de Grèce 2000-2001 - FC Femina Champion de Hongrie 2000-2001 - KÍ Klaksvík Champion des Îles Féroé 2000 - AZS Wrocław Champion de Pologne 2000-2001 - Gatões FC Champion du Portugal 2000-2001 - CSC Erevan Champion d'Arménie 2000-2001 - ŽNK Osijek Champion de Croatie 2000-2001 - USC Landhaus Vienne Champion d'Autriche 2000-2001 - LFC Grand Hotel Varna Champion de Bulgarie 2000-2001 - KR Reykjavik Vice-champion d'Islande 2000 - Hapoël Tel-Aviv Champion d'Israël 2000-2001 - FC Progrès Niedercorn Champion du Luxembourg 2000-2001 - SKF Žilina Champion de Slovaquie 2000-2001 | - FC Legenda Tchernihiv Champion d'Ukraine 2000 - KSC Eendracht Alost Champion de Belgique 2000-2001 - AO Kavala Champion de Grèce 2000-2001 - FC Femina Champion de Hongrie 2000-2001 - KÍ Klaksvík Champion des Îles Féroé 2000 - AZS Wrocław Champion de Pologne 2000-2001 - Gatões FC Champion du Portugal 2000-2001 - CSC Erevan Champion d'Arménie 2000-2001 - ŽNK Osijek Champion de Croatie 2000-2001 - USC Landhaus Vienne Champion d'Autriche 2000-2001 - LFC Grand Hotel Varna Champion de Bulgarie 2000-2001 - KR Reykjavik Vice-champion d'Islande 2000 - Hapoël Tel-Aviv Champion d'Israël 2000-2001 - FC Progrès Niedercorn Champion du Luxembourg 2000-2001 - SKF Žilina Champion de Slovaquie 2000-2001 | - FC Legenda Tchernihiv Champion d'Ukraine 2000 - KSC Eendracht Alost Champion de Belgique 2000-2001 - AO Kavala Champion de Grèce 2000-2001 - FC Femina Champion de Hongrie 2000-2001 - KÍ Klaksvík Champion des Îles Féroé 2000 - AZS Wrocław Champion de Pologne 2000-2001 - Gatões FC Champion du Portugal 2000-2001 - CSC Erevan Champion d'Arménie 2000-2001 - ŽNK Osijek Champion de Croatie 2000-2001 - USC Landhaus Vienne Champion d'Autriche 2000-2001 - LFC Grand Hotel Varna Champion de Bulgarie 2000-2001 - KR Reykjavik Vice-champion d'Islande 2000 - Hapoël Tel-Aviv Champion d'Israël 2000-2001 - FC Progrès Niedercorn Champion du Luxembourg 2000-2001 - SKF Žilina Champion de Slovaquie 2000-2001 |
| Tour de qualification | | | | | | | | | | | | | | | |
| - Codru Chişinău Champion de Moldavie 2000-2001 | - Codru Chişinău Champion de Moldavie 2000-2001 | - Codru Chişinău Champion de Moldavie 2000-2001 | - Codru Chişinău Champion de Moldavie 2000-2001 | - Codru Chişinău Champion de Moldavie 2000-2001 | - Codru Chişinău Champion de Moldavie 2000-2001 | - Codru Chişinău Champion de Moldavie 2000-2001 | - Codru Chişinău Champion de Moldavie 2000-2001 | - NK Olimpija Ljubljana Champion de Slovénie 2000-2001 | - NK Olimpija Ljubljana Champion de Slovénie 2000-2001 | - NK Olimpija Ljubljana Champion de Slovénie 2000-2001 | - NK Olimpija Ljubljana Champion de Slovénie 2000-2001 | - NK Olimpija Ljubljana Champion de Slovénie 2000-2001 | - NK Olimpija Ljubljana Champion de Slovénie 2000-2001 | - NK Olimpija Ljubljana Champion de Slovénie 2000-2001 | - NK Olimpija Ljubljana Champion de Slovénie 2000-2001 |

## Calendrier
| Nom                          | Date aller                    | Date retour                   | Équipes participantes        | Équipes restantes            |                              |
| Tour de qualification (2001) | Tour de qualification (2001)  | Tour de qualification (2001)  | Tour de qualification (2001) | Tour de qualification (2001) | Tour de qualification (2001) |
| ---------------------------- | ----------------------------- | ----------------------------- | ---------------------------- | ---------------------------- | ---------------------------- |
| Tour de qualification        | 14 août                       | 30 août                       | 2                            | 32                           |                              |
| Phase de groupes (2001)      |                               |                               |                              |                              |                              |
| Phase de groupes             | du 18 septembre au 6 novembre | du 18 septembre au 6 novembre | 32                           | 8                            |                              |
| Phase finale (2002)          |                               |                               |                              |                              |                              |
| Quarts de finale             | 16-17 mars                    | 28-31 mars                    | 8                            | 4                            |                              |
| Demi-finale                  | 14 avril                      | 27-28 avril                   | 4                            | 2                            |                              |
| Finale                       | jeudi 23 mai                  | jeudi 23 mai                  | 2                            | 1                            |                              |

## Tour de qualification
Le tour de qualification oppose les champions des deux moins bonnes nations selon l'UEFA.
| Pays | Club           | Aller | Total | Retour | Club                  | Pays |
| ---- | -------------- | ----- | ----- | ------ | --------------------- | ---- |
|      | Codru Chişinău | 9-0   | 18-0  | 9-0    | NK Olimpija Ljubljana |      |

## Phase de groupes
La phase de groupes est composée de huit groupes de quatre équipes réparties selon les chapeaux suivants définis par l'UEFA :
| Chapeau 1         | Chapeau 2           | Chapeau 3             | Chapeau 4             |
| ----------------- | ------------------- | --------------------- | --------------------- |
| FFC Francfort     | FC Bobruitchanka    | FC Legenda Tchernihiv | ŽNK Osijek            |
| Umeå IK           | Levante UD          | KSC Eendracht Alost   | USC Landhaus Vienne   |
| Toulouse FC       | Torres CF           | AO Kavala             | LFC Grand Hotel Varna |
| Helsinki JK       | Ter Leede           | FC Femina             | KR Reykjavik          |
| SK Trondheims-Ørn | AC Sparta Prague    | KÍ Klaksvík           | Hapoël Tel-Aviv       |
| Arsenal LFC       | ŽFK Mašinac PZP Niš | AZS Wrocław           | FC Progrès Niedercorn |
| Odense BK         | BSC Young Boys      | Gatões FC             | SKF Žilina            |
| Riazan TNK        | Ayr UFC             | CSC Erevan            | Codru Chişinău        |

### Groupe A
| Rang | Équipe              | Pts | J | G | N | P | Bp | Bc | Diff |
| ---- | ------------------- | --- | - | - | - | - | -- | -- | ---- |
| 1    | SK Trondheims-Ørn   | 9   | 3 | 3 | 0 | 0 | 23 | 1  | +22  |
| 2    | FC Bobruitchanka    | 6   | 3 | 2 | 0 | 1 | 8  | 8  | 0    |
| 3    | KSC Eendracht Alost | 3   | 3 | 1 | 0 | 2 | 5  | 15 | -10  |
| 4    | KR Reykjavik        | 0   | 3 | 0 | 0 | 3 | 4  | 16 | -12  |

| Résultats (▼dom., ►ext.) |  |     |     |     |
| FC Bobruitchanka         |  | 4-1 | 3-1 | 1-6 |
| KSC Eendracht Alost      |  |     | 4-3 | 0-8 |
| KR Reykjavik             |  |     |     | 0-9 |
| SK Trondheims-Ørn        |  |     |     |     |

### Groupe B
| Rang | Équipe     | Pts | J | G | N | P | Bp | Bc | Diff |
| ---- | ---------- | --- | - | - | - | - | -- | -- | ---- |
| 1    | Riazan TNK | 9   | 3 | 3 | 0 | 0 | 28 | 0  | +28  |
| 2    | Ter Leede  | 6   | 3 | 2 | 0 | 1 | 9  | 4  | +5   |
| 3    | AO Kavala  | 3   | 3 | 1 | 0 | 2 | 2  | 20 | -18  |
| 4    | SKF Žilina | 0   | 3 | 0 | 0 | 3 | 1  | 16 | -15  |

| Résultats (▼dom., ►ext.) |  |      |     |      |
| AO Kavala                |  | 0-11 | 0-8 | 2-1  |
| Riazan TNK               |  |      | 4-0 | 13-0 |
| Ter Leede                |  |      |     | 1-0  |
| SKF Žilina               |  |      |     |      |

### Groupe C
| Rang | Équipe                | Pts | J | G | N | P | Bp | Bc | Diff |
| ---- | --------------------- | --- | - | - | - | - | -- | -- | ---- |
| 1    | Umeå IK               | 9   | 3 | 3 | 0 | 0 | 10 | 0  | +10  |
| 2    | AC Sparta Prague      | 6   | 3 | 2 | 0 | 1 | 8  | 1  | +7   |
| 3    | FC Femina             | 3   | 3 | 1 | 0 | 2 | 4  | 7  | -3   |
| 4    | LFC Grand Hotel Varna | 0   | 3 | 0 | 0 | 3 | 0  | 14 | -14  |

| Résultats (▼dom., ►ext.) |  |     |     |     |
| FC Femina                |  | 0-1 | 0-6 | 4-0 |
| AC Sparta Prague         |  |     | 0-1 | 7-0 |
| Umeå IK                  |  |     |     | 3-0 |
| LFC Grand Hotel Varna    |  |     |     |     |

### Groupe D
| Rang | Équipe         | Pts | J | G | N | P | Bp | Bc | Diff |
| ---- | -------------- | --- | - | - | - | - | -- | -- | ---- |
| 1    | FFC Francfort  | 9   | 3 | 3 | 0 | 0 | 24 | 0  | +24  |
| 2    | Levante UD     | 6   | 3 | 2 | 0 | 1 | 20 | 2  | +18  |
| 3    | Codru Chişinău | 3   | 3 | 1 | 0 | 2 | 10 | 8  | +2   |
| 4    | CSC Erevan     | 0   | 3 | 0 | 0 | 3 | 0  | 44 | -44  |

| Résultats (▼dom., ►ext.) |  |     |      |      |
| Codru Chişinău           |  | 9-0 | 0-5  | 1-3  |
| CSC Erevan               |  |     | 0-18 | 0-17 |
| FFC Francfort            |  |     |      | 1-0  |
| Levante UD               |  |     |      |      |

### Groupe E
| Rang | Équipe              | Pts | J | G | N | P | Bp | Bc | Diff |
| ---- | ------------------- | --- | - | - | - | - | -- | -- | ---- |
| 1    | Helsinki JK         | 9   | 3 | 3 | 0 | 0 | 14 | 1  | +13  |
| 2    | Torres CF           | 6   | 3 | 2 | 0 | 1 | 10 | 2  | +8   |
| 3    | KÍ Klaksvík         | 3   | 3 | 1 | 0 | 2 | 2  | 9  | -7   |
| 4    | USC Landhaus Vienne | 0   | 3 | 0 | 0 | 3 | 1  | 15 | -14  |

| Résultats (▼dom., ►ext.) |  |     |     |     |
| Helsinki JK              |  | 4-0 | 2-1 | 8-0 |
| KÍ Klaksvík              |  |     | 0-4 | 2-1 |
| Torres CF                |  |     |     | 5-0 |
| USC Landhaus Vienne      |  |     |     |     |

### Groupe F
| Rang | Équipe                | Pts | J | G | N | P | Bp | Bc | Diff |
| ---- | --------------------- | --- | - | - | - | - | -- | -- | ---- |
| 1    | Odense BK             | 9   | 3 | 3 | 0 | 0 | 19 | 1  | +18  |
| 2    | ŽFK Mašinac PZP Niš   | 6   | 3 | 2 | 0 | 1 | 19 | 4  | +15  |
| 3    | Gatões FC             | 3   | 3 | 1 | 0 | 2 | 9  | 10 | -1   |
| 4    | FC Progrès Niedercorn | 0   | 3 | 0 | 0 | 3 | 0  | 32 | -32  |

| Résultats (▼dom., ►ext.) |  |     |      |      |
| Gatões FC                |  | 8-0 | 1-7  | 0-3  |
| FC Progrès Niedercorn    |  |     | 0-11 | 0-13 |
| ŽFK Mašinac PZP Niš      |  |     |      | 1-3  |
| Odense BK                |  |     |      |      |

### Groupe G
| Rang | Équipe                | Pts | J | G | N | P | Bp | Bc | Diff |
| ---- | --------------------- | --- | - | - | - | - | -- | -- | ---- |
| 1    | Toulouse FC           | 7   | 3 | 2 | 1 | 0 | 9  | 2  | +7   |
| 2    | FC Legenda Tchernihiv | 4   | 3 | 1 | 1 | 1 | 4  | 4  | 0    |
| 3    | Ayr UFC               | 3   | 3 | 0 | 3 | 0 | 6  | 6  | 0    |
| 4    | ŽNK Osijek            | 1   | 3 | 0 | 1 | 2 | 5  | 12 | -7   |

| Résultats (▼dom., ►ext.) |  |     |     |     |
| Ayr UFC                  |  | 1-1 | 3-3 | 2-2 |
| FC Legenda Tchernihiv    |  |     | 3-2 | 0-1 |
| ŽNK Osijek               |  |     |     | 0-6 |
| Toulouse FC              |  |     |     |     |

### Groupe H
| Rang | Équipe          | Pts | J | G | N | P | Bp | Bc | Diff |
| ---- | --------------- | --- | - | - | - | - | -- | -- | ---- |
| 1    | Arsenal LFC     | 9   | 3 | 3 | 0 | 0 | 13 | 1  | +12  |
| 2    | BSC Young Boys  | 6   | 3 | 2 | 0 | 1 | 10 | 5  | +5   |
| 3    | AZS Wrocław     | 3   | 3 | 1 | 0 | 2 | 9  | 5  | +4   |
| 4    | Hapoël Tel-Aviv | 0   | 3 | 0 | 0 | 3 | 0  | 21 | -21  |

| Résultats (▼dom., ►ext.) |  |     |     |     |
| Arsenal LFC              |  | 4-0 | 7-0 | 2-1 |
| BSC Young Boys           |  |     | 7-0 | 3-1 |
| Hapoël Tel-Aviv          |  |     |     | 0-7 |
| AZS Wrocław              |  |     |     |     |

## Phase finale
La phase finale oppose les premiers de chaque groupe lors de matchs aller-retour, à l'exception de la finale, selon un tirage au sort intégral, sans têtes de séries.

### Tableau
|  | Quarts de finale   | Quarts de finale   | Quarts de finale    | Quarts de finale   |               |               | Demi-finales        | Demi-finales        | Demi-finales        | Demi-finales        |  |  | Finale                              | Finale                              | Finale                              | Finale                              |
|  |                    |                    |                     |                    |               |               |                     |                     |                     |                     |  |  |                                     |                                     |                                     |                                     |
|  | 16 et 30 mars 2002 | 16 et 30 mars 2002 | 16 et 30 mars 2002  | 16 et 30 mars 2002 |               |               | 14 et 28 avril 2002 | 14 et 28 avril 2002 | 14 et 28 avril 2002 | 14 et 28 avril 2002 |  |  | 23 mai 2002, Waldstadion, Francfort | 23 mai 2002, Waldstadion, Francfort | 23 mai 2002, Waldstadion, Francfort | 23 mai 2002, Waldstadion, Francfort |
|  | 16 et 30 mars 2002 | 16 et 30 mars 2002 | 16 et 30 mars 2002  | 16 et 30 mars 2002 |               |               | 14 et 28 avril 2002 | 14 et 28 avril 2002 | 14 et 28 avril 2002 | 14 et 28 avril 2002 |  |  | 23 mai 2002, Waldstadion, Francfort | 23 mai 2002, Waldstadion, Francfort | 23 mai 2002, Waldstadion, Francfort | 23 mai 2002, Waldstadion, Francfort |
|  | Gr. H              | Arsenal LFC        | 1                   | 1                  |               |               | 14 et 28 avril 2002 | 14 et 28 avril 2002 | 14 et 28 avril 2002 | 14 et 28 avril 2002 |  |  | 23 mai 2002, Waldstadion, Francfort | 23 mai 2002, Waldstadion, Francfort | 23 mai 2002, Waldstadion, Francfort | 23 mai 2002, Waldstadion, Francfort |
|  | Gr. H              | Arsenal LFC        | 1                   | 1                  |               |               | 14 et 28 avril 2002 | 14 et 28 avril 2002 | 14 et 28 avril 2002 | 14 et 28 avril 2002 |  |  | 23 mai 2002, Waldstadion, Francfort | 23 mai 2002, Waldstadion, Francfort | 23 mai 2002, Waldstadion, Francfort | 23 mai 2002, Waldstadion, Francfort |
|  | Gr. G              | Toulouse FC        | 1                   | 2                  |               |               | 14 et 28 avril 2002 | 14 et 28 avril 2002 | 14 et 28 avril 2002 | 14 et 28 avril 2002 |  |  | 23 mai 2002, Waldstadion, Francfort | 23 mai 2002, Waldstadion, Francfort | 23 mai 2002, Waldstadion, Francfort | 23 mai 2002, Waldstadion, Francfort |
|  | Gr. G              | Toulouse FC        | 1                   | 2                  | Toulouse FC   | Toulouse FC   | 1                   | 0                   |                     |                     |  |  | 23 mai 2002, Waldstadion, Francfort | 23 mai 2002, Waldstadion, Francfort | 23 mai 2002, Waldstadion, Francfort | 23 mai 2002, Waldstadion, Francfort |
|  | 16 et 31 mars 2002 |                    |                     |                    | Toulouse FC   | Toulouse FC   | 1                   | 0                   |                     |                     |  |  | 23 mai 2002, Waldstadion, Francfort | 23 mai 2002, Waldstadion, Francfort | 23 mai 2002, Waldstadion, Francfort | 23 mai 2002, Waldstadion, Francfort |
|  |                    |                    | FFC Francfort       | FFC Francfort      | 2             | 0             |                     |                     |                     |                     |  |  | 23 mai 2002, Waldstadion, Francfort | 23 mai 2002, Waldstadion, Francfort | 23 mai 2002, Waldstadion, Francfort | 23 mai 2002, Waldstadion, Francfort |
|  | Gr. F              | Odense BK          | FFC Francfort       | FFC Francfort      | 2             | 0             | 0                   | 1                   |                     |                     |  |  | 23 mai 2002, Waldstadion, Francfort | 23 mai 2002, Waldstadion, Francfort | 23 mai 2002, Waldstadion, Francfort | 23 mai 2002, Waldstadion, Francfort |
|  | Gr. F              | Odense BK          | 14 et 27 avril 2002 |                    |               |               | 0                   | 1                   |                     |                     |  |  | 23 mai 2002, Waldstadion, Francfort | 23 mai 2002, Waldstadion, Francfort | 23 mai 2002, Waldstadion, Francfort | 23 mai 2002, Waldstadion, Francfort |
|  | Gr. D              | FFC Francfort      | 3                   | 2                  |               |               |                     |                     |                     |                     |  |  | 23 mai 2002, Waldstadion, Francfort | 23 mai 2002, Waldstadion, Francfort | 23 mai 2002, Waldstadion, Francfort | 23 mai 2002, Waldstadion, Francfort |
|  | Gr. D              | FFC Francfort      | 3                   | 2                  | FFC Francfort | FFC Francfort | 2                   | 2                   |                     |                     |  |  |                                     |                                     |                                     |                                     |
|  | 17 et 28 mars 2002 |                    |                     |                    | FFC Francfort | FFC Francfort | 2                   | 2                   |                     |                     |  |  |                                     |                                     |                                     |                                     |
|  |                    |                    | Umeå IK             | Umeå IK            | 0             | 0             |                     |                     |                     |                     |  |  |                                     |                                     |                                     |                                     |
|  | Gr. C              | Umeå IK            | Umeå IK             | Umeå IK            | 0             | 0             | 4                   | 3                   |                     |                     |  |  |                                     |                                     |                                     |                                     |
|  | Gr. C              | Umeå IK            |                     |                    |               |               |                     |                     |                     |                     |  |  |                                     |                                     |                                     |                                     |
|  | Gr. B              | Riazan TNK         | 1                   | 1                  |               |               |                     |                     |                     |                     |  |  |                                     |                                     |                                     |                                     |
|  | Gr. B              | Riazan TNK         | 1                   | 1                  | Umeå IK       | Umeå IK       | 2                   | 1                   |                     |                     |  |  |                                     |                                     |                                     |                                     |
|  | 16 et 28 mars 2002 |                    |                     |                    | Umeå IK       | Umeå IK       | 2                   | 1                   |                     |                     |  |  |                                     |                                     |                                     |                                     |
|  |                    |                    | Helsinki JK         | Helsinki JK        | 1             | 0             |                     |                     |                     |                     |  |  |                                     |                                     |                                     |                                     |
|  | Gr. A              | SK Trondheims-Ørn  | Helsinki JK         | Helsinki JK        | 1             | 0             | 2                   | 0                   |                     |                     |  |  |                                     |                                     |                                     |                                     |
|  | Gr. A              | SK Trondheims-Ørn  |                     |                    |               |               |                     | 0                   |                     |                     |  |  |                                     |                                     |                                     |                                     |
|  | Gr. E              | Helsinki JK        | 1                   | 2                  |               |               |                     |                     |                     |                     |  |  |                                     |                                     |                                     |                                     |
|  | Gr. E              | Helsinki JK        | 1                   | 2                  |               |               |                     |                     |                     |                     |  |  |                                     |                                     |                                     |                                     |
|  |                    |                    |                     |                    |               |               |                     |                     |                     |                     |  |  |                                     |                                     |                                     |                                     |

### Quarts de finale
| Pays | Club              | Aller | Retour     | Club          | Pays |
| ---- | ----------------- | ----- | ---------- | ------------- | ---- |
|      | Arsenal LFC       | 1-1   | 1-2 (a.p.) | Toulouse FC   |      |
|      | Odense BK         | 0-3   | 1-2        | FFC Francfort |      |
|      | Umeå IK           | 4-1   | 3-1        | Riazan TNK    |      |
|      | SK Trondheims-Ørn | 2-1   | 0-2        | Helsinki JK   |      |

### Demi-finales
| Pays | Club        | Aller | Retour | Club          | Pays |
| ---- | ----------- | ----- | ------ | ------------- | ---- |
|      | Toulouse FC | 1-2   | 0-0    | FFC Francfort |      |
|      | Umeå IK     | 2-1   | 1-0    | Helsinki JK   |      |

### Finale
| 23 mai 2002   | FFC Francfort                       | 2 – 0 | Umeå IK | Waldstadion, Francfort-sur-le-Main                  |                                                     |
| 18 h 00 (CET) | Steffi Jones 68e · Birgit Prinz 89e |       |         | Spectateurs : 12 106 Arbitrage : Kateriina Elorvita | Spectateurs : 12 106 Arbitrage : Kateriina Elorvita |
| 18 h 00 (CET) | Rapport                             |       |         | Spectateurs : 12 106 Arbitrage : Kateriina Elorvita | Spectateurs : 12 106 Arbitrage : Kateriina Elorvita |

| G              | 1  | Marleen Wissink  |   |     |
| D              | 2  | Sandra Minnert   |   |     |
| D              | 3  | Louise Hansen    |   | 86e |
| D              | 20 | Jutta Nardenbach |   |     |
| D              | 22 | Steffi Jones     |   |     |
| M              | 4  | Nia Künzer       |   |     |
| M              | 9  | Birgit Prinz     |   | 90e |
| M              | 11 | Katrin Kliehm    |   | 78e |
| A              | 7  | Pia Wunderlich   |   |     |
| A              | 8  | Tina Wunderlich  |   |     |
| A              | 10 | Renate Lingor    |   |     |
| Remplaçantes : |    |                  |   |     |
| D              | 12 | Bianca Rech      | 0 | 86e |
| D              | 13 | Mira Krummenauer |   |     |
| A              | 15 | Jennifer Meier   |   | 78e |
| G              | 16 | Barbara Legrand  |   |     |
| M              | 17 | Judith Affeld    |   | 90e |
| G              | 21 | Ursula Holl      |   |     |
| Entraîneur :   |    |                  |   |     |
| Monika Staab   |    |                  |   |     |

| G                | 1  | Sofia Lundgren   |   |     |
| D                | 2  | Anna Paulson     |   |     |
| D                | 4  | Hanna Marklund   |   |     |
| D                | 5  | Maria Bergqvist  |   | 40e |
| D                | 13 | Sofia Eriksson   |   |     |
| D                | 18 | Linda Dahlqvist  |   |     |
| M                | 3  | Marlene Sjöberg  |   |     |
| M                | 6  | Malin Moström    |   |     |
| M                | 9  | Anna Sjöström    |   |     |
| M                | 11 | Lotta Runesson   | 0 | 76e |
| A                | 8  | Terese Kapstad   |   | 79e |
| Remplaçantes :   |    |                  |   |     |
| A                | 7  | Maria Nordbrandt |   | 76e |
| A                | 16 | Emma Lindqvist   |   | 79e |
| G                | 20 | Ulrika Karlsson  |   |     |
| Entraîneur :     |    |                  |   |     |
| Richard Holmlund |    |                  |   |     |

| Champion d'Europe 2002      |
| --------------------------- |
| Drapeau de l'Allemagne      |
| FFC Francfort Premier Titre |